# Neurofunk
Neurofunk of kortweg neuro is een subgenre van drum and bass dat opkwam tussen 1997 en 1998 in Londen.

## Kenmerken en oorsprong
De stijl wordt gekenmerkt door luide drums, de reese (een geluid dat verkregen wordt door twee of meerdere sinus-, zaagtand- of blokvormige geluidsvormen op een lichtjes verschillende toonhoogte te laten samenspelen) en sub-bass. Het tempo ligt meestal tussen 170 en 175 bpm.
De neurofunkklanken waren voor het eerst te horen op de single Funktion van Ed Rush en Optical voor V Recordings en op hun eerste album Wormhole voor Virus Recordings in 1998. De term werd voor het eerst gebruikt in het boek Energy Flash: A Journey Through Rave Music and Dance Culture van Simon Reynolds.

### Geluidsfragment
|  |                                                                |
|  | Voorbeeld van neurofunk: Persona van Harlequin (download·info) |

## Ontwikkelingen
Tussen 1998 en 2002 veranderde er niet veel in het genre. Van 2002 tot 2005 werd het accent meer gelegd op sounddesign. De nieuwe generatie artiesten begon complexere bassen en drums te maken. Onder meer Noisia en Phace staan bekend om hun sounddesign en variërende drums. Ze worden beschouwd als vernieuwers van het genre.

### Neurohop
In 2012 ontstond er een nieuwe stroming binnen de neurofunk: neurohop. Het combineert elementen uit de hiphop en neurofunk.